# Giải Cánh diều 2017
Lễ trao giải Cánh diều lần thứ 16 (hay Cánh diều 2017) do Hội Điện ảnh Việt Nam tổ chức diễn ra vào ngày 15 tháng 4 năm 2018 tại Nhà hát Lớn, Hà Nội, nhằm tôn vinh những tác phẩm điện ảnh và truyền hình Việt Nam xuất sắc trong năm 2017. Lễ trao giải phát sóng trên kênh VTV2 và chủ trì bởi diễn viên Nguyễn Thùy Linh và MC Danh Tùng. Bộ phim Cô Ba Sài Gòn đã xuất sắc vượt qua Em chưa 18 và Cô gái đến từ hôm qua để giành giải Cánh diều vàng cho "Phim truyện điện ảnh", trong khi Thương nhớ ở ai giành Cánh diều vàng cho "phim truyện truyền hình".

## Danh sách thắng giải
Danh sách cập nhật từ bài viết của báo Thể thao và Văn hóa:
| 1 | Chỉ phim đoạt cánh diều vàng |
| 2 | Chỉ phim đoạt cánh diều bạc  |
| 3 | Chỉ phim nhận bằng khen      |

### Điện ảnh
Xem thêm Danh sách phim điện ảnh đạt giải Cánh Diều Vàng qua các năm
| Phim truyện xuất sắc | Đạo diễn xuất sắc                                                                               |
| --- | ----------------------------------------------------------------------------------------------- |
| - Cô Ba Sài Gòn - Em chưa 18 - Cô gái đến từ hôm qua - Đảo của dân ngụ cư - Dạ cổ hoài lang - Mẹ chồng - Ở đây có nắng - Có căn nhà nằm nghe nắng mưa - Giấc mơ Mỹ | - Lê Thanh Sơn – Em chưa 18                                                                     |
| Nam diễn viên chính xuất sắc | Nữ diễn viên chính xuất sắc                                                                     |
| - Kiều Minh Tuấn – Em chưa 18 trong vai Hoàng - Ngô Kiến Huy – Yêu đi, đừng sợ! trong vai Tùng                                                                     | - Nhã Phương – Yêu đi, đừng sợ! trong vai Phương - Kaity Nguyễn – Em chưa 18 trong vai Linh Đan |
| Nam diễn viên phụ xuất sắc | Nữ diễn viên phụ xuất sắc                                                                       |
| - Nhan Phúc Vinh – Đảo của dân ngụ cư trong vai Miên - Trung Dân – Ngày mai mai cưới trong vai Tư Cào                                                              | - Midu – Mẹ chồng trong vai Mợ Tuyết Mai - Ngọc Hiệp – Đảo của dân ngụ cư trong vai Xiếm Hoa    |
| Âm thanh xuất sắc | Âm nhạc xuất sắc                                                                                |
| - Võ Trung Nhân & Nguyễn Trọng Thanh – Ngày mai mai cưới | - Đức Trí – Dạ cổ hoài lang                                                                     |
| Biên kịch xuất sắc | Quay phim xuất sắc                                                                              |
| - Kay Nguyễn – Cô Ba Sài Gòn | - Lý Thái Dũng – Đảo của dân ngụ cư                                                             |
| Thiết kế mĩ thuật xuất sắc | Diễn viên trẻ triển vọng                                                                        |
| - Trịnh Thiên Thanh – Yêu đi, đừng sợ! | - Hà Mi – Cô gái đến từ hôm qua                                                                 |

### Truyền hình
| Phim truyện xuất sắc | Đạo diễn xuất sắc                                                                                              |
| --- | --- |
| - Thương nhớ ở ai - Tử thi lên tiếng - Lặng yên dưới vực sâu - Sống trong bóng đêm - Lẩn khuất một tên người - Cao hơn bầu trời - Con gái chị Hằng - Những khúc sông dậy sóng | - Lưu Trọng Ninh & Bùi Thọ Thịnh – Thương nhớ ở ai                                                             |
| Nam diễn viên chính xuất sắc | Nữ diễn viên chính xuất sắc                                                                                    |
| - Trương Minh Quốc Thái – Tử thi lên tiếng trong vai Dương - Quốc Cường – Sống trong bóng đêm trong vai Tâm xe ôm                                                             | - Xuân Văn – Lẩn khuất một tên người trong vai Di - Phương Oanh – Lặng yên dưới vực sâu trong vai Sung Thị Súa |
| Nam diễn viên phụ xuất sắc | Nữ diễn viên phụ xuất sắc                                                                                      |
| - Jimmii Khánh – Thương nhớ ở ai trong vai Đột - Trung Anh – Người phán xử trong vai Lương Bổng - Đinh Mạnh Phúc – Lẩn khuất một tên người trong vai Sáu Thái                 | - Thanh Hương – Người phán xử trong vai Hương - Thanh Vy – Lẩn khuất một tên người trong vai Bà Tư Mai         |
| Quay phim xuất sắc | Biên kịch xuất sắc                                                                                             |
| - Hoàng Tích Thiện – Thương nhớ ở ai | - Lê Anh Thúy – Tử thi lên tiếng                                                                               |

### Phim tài liệu
| Phim Tài liệu & Khoa Học | Phim Tài liệu & Khoa Học                                                                   |
| Phim Tài liệu Xuất Sắc | Phim Khoa Học Xuất Sắc                                                                     |
| --- | ------------------------------------------------------------------------------------------ |
| - Ngày Về (Cánh diều vàng) - Miền Đất hứa (Cánh diều bạc) - Đất Mặn (Cánh diều bạc) - Một Tấc Đất Không Lùi (Cánh diều bạc) | - Mùa Chim Xây Tổ - Ứng Dụng Kỹ thuật Vi Phẫu Trong Điều Trị Tạo Hình Bóng (Cánh diều bạc) |
| Quay Phim Xuất Sắc |                                                                                            |
| - Huỳnh Bá Phúc - Đời Cỏ |                                                                                            |
| · Phim Hoạt Hình |                                                                                            |
| Phim Xuất Sắc | Đạo diễn Xuất Sắc                                                                          |
| - Người Anh Hùng Áo Vải (Cánh diều Vàng) - Bí Mật Của Những Đứa Trẻ (Cánh diều Bạc) - Chuyện Dưa Hấu (Cánh diều Bạc)        | - Phùng Văn Hà – Người Anh Hùng Áo Vải                                                     |
| Họa Sĩ Chính Xuất Sắc |                                                                                            |
| - Nguyễn Thị Hồng Linh – Bí Mật Những Đứa Trẻ                                                                               |                                                                                            |

### Hạng mục khác
| Phim ngắn                                                                        | Công trình nghiên cứu và lý luận phê bình điện ảnh truyền hình xuất sắc |
| -------------------------------------------------------------------------------- | --- |
| - Cánh diều vàng: Vô Diện - Cánh diều bạc: - Câu Chuyện Về Ông Tời - Lẫn - Buông | - Phim Tài liệu Giáo Trình Bậc Đại Học – Giáo sư Tiến Sĩ Trần Thanh Hiệp (Cánh diều vàng) - Thiết kế Mỹ thuật Phim truyện Điện ảnh thời kì Đổi Mới – Tiến Sĩ Họa Sĩ Trần Quang Minh (Cánh diều bạc) |